# تاريخ الإنكا

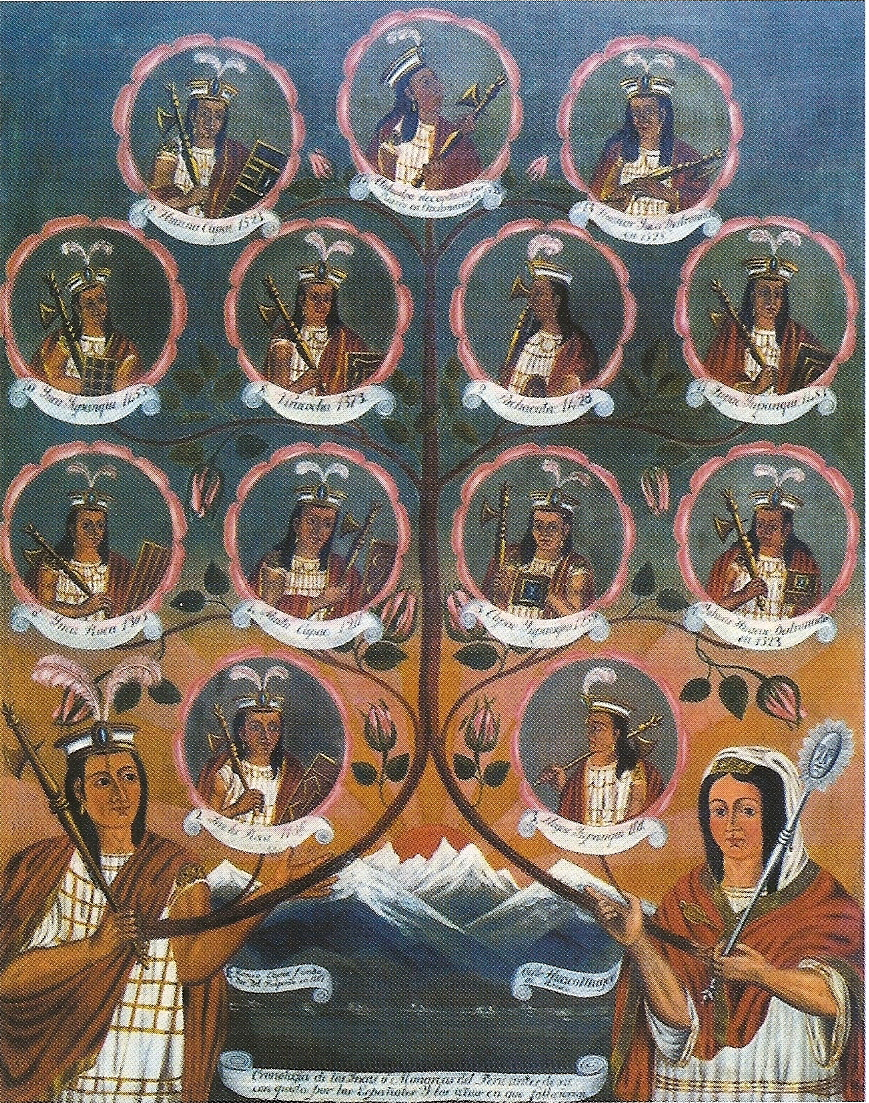

كانت حضارة الإنكا الأكثر جدارة لتأسيس إمبراطورية الإنكا في أمريكا في العصر ما قبل الكولومبي، التي كانت تتمركز فيما هو يعرف الآن بيرو من 1438 إلى 1533 وهو التاريخ الذي يمثل نهاية حضارة الإنكا.
كانت ولاية الإنكا تُعرف باسم مملكة كوسكو قبل عام 1438. خلال فترة إمبراطورية الإنكا، استخدمت الغزو والاستيعاب السلمي لدمج أراضي بيرو الحديثة، يليها جزء كبير من غرب أمريكا الجنوبية تحول إلى إمبراطورية تتركز على سلسلة جبال الأنديز. ومع ذلك، بعد فترة وجيزة من حرب الإنكا الأهلية، تم القبض على آخر سابا إنكا (إمبراطور) من إمبراطورية الإنكا وقُتل بأوامر من الفاتح فرانثيسكو بيثارو. وبسبب بداية الحكم الإسباني، تراجعت بقايا الإمبراطورية إلى أدغال فيلكابامبا النائية وأسست دولة إنكا الحديثة الصغيرة، التي غزاها الإسبان عام 1572.
كان كويشوا هو اسم الإمبراطورية بعد الاصلاحات في ظل حكم باشاكوتي تاوانتن سيو. التي يمكن ترجمتها إلى المناطق الأربع أو المناطق الأربع المتحدة.
قبل تعديل اسم كويشوا كُتب الاسم بالإسبانية «تاهوانتينسويو». «تاوانتن» أي مجموعة من أربعة أشياء، «تاوا» تعني أربعة، مع اللاحقة «نتن» تعني مجموعة و«سيو» تعني المنطقة أو المقاطعة. إذ قُسمت الإمبراطورية إلى أربع مناطق اجتمعت أركانها في العاصمة كوسكو.

## أساطير أصل الإنكا
للإنكا أربعة أصول: في أسطورة الأصل الأولى، أرسل تيسي فيراكوتشا من كولينا دي لاس فينتاناس في باقاريق تامبو أبناءه الأربعة وبناته الأربع لإنشاء قرية. وُلِدَ سنشي روكا لمانكو وأوشلو، وسنشي روكا هو الشخص الذي قادهم أخيرًا إلى وادي كوسكو حيث أسسوا قريتهم الجديدة، وهناك أصبح مانكو زعيمهم ويُعرف باسم مانكو كاباك.
في أسطورة الأصل الثانية، أمر إله الشمس إنتي مانكو كاباك وماما أوكلو بالخروج من أعماق بحيرة تيتيكاكا حيث وجدوا مدينة كوسكو. سافروا عبر الكهوف حتى وصلوا إلى كوسكو حيث أسسوا هورين كوسكو أو السلالة الأولى لمملكة كوسكو.
في أسطورة الأصل الثالثة، قال إله شمس الإنكا لزوجته أنه وحيد فاقترحت عليه أن يخلق حضارة تعبده وتحافظ عليه. رأى في ذلك خطة حكيمة ونفذها. ولدت الإنكا من بحيرة كوسكو وسكنت جبال الأنديز وعبدت إله الشمس.
في أسطورة الأصل الأخيرة، أرسلت الشمس مانكو كاباك ابن الشمس، وأخته ماما أوكلو ابنة القمر، للبحث عن مكان لبناء إمبراطورية. كانوا يحملون معهم صولجانًا خاصًا بهم، وعليهم أن يخبروا بعضهم عندما يكونوا في المكان الصحيح، حيث يدخل الصولجان في الأرض يكون ذلك هو المكان الصحيح الذي عليهم إنشاء مدينة جديدة فيه، وتقول الأسطورة إن الصولجان دخل في أرض كوسكو.
تعود معرفة هذه الأساطير إلى التراث الشفهي، إذ لم تكن الكتابة موجودة لدى الإنكا. ربما مانكو كاباك كان موجودًا بالفعل وهو الذي أصبح زعيم قبيلته، رغم عدم وجود أدلة قوية.
يبدو أن الأدلة التاريخية تشير إلى أن الإنكا كانت قبيلة غير مهمة نسبيًا حتى وقت سينتشي روكا، وهو أول شخصية في أساطير الإنكا من الممكن تأييد وجودها تاريخيًا. بدأ شعب الإنكا قبيلةً في منطقة كوسكو نحو القرن الثاني عشر.
شكلوا ولاية المدينة الصغيرة كوسكو -كيشوا كوسكو- بقيادة مانكو كاباك. سنة 1438 تحت قيادة سبا إنكا (الزعيم الأعظم) باتشاكوتي، الذي كان اسمه يعني شاكر العالم. بدأوا توسعًا بعيد المدى، وكانت الأرض التي غزاها باتشاكوتي نحو نصف سلسلة جبال الأنديز.
أعاد باتشاكوتي تنظيم مملكة كوسكو في إمبراطورية تاهوانتنسويو، وهو نظام فدرالي يتألف من حكومة مركزية على رأسها الإنكا. مع أربع حكومات محلية وقادة أقوياء هم: تشينشاسويو وأنتيسويو وكونتيسويو.
يُعتقد أيضًا أن باتشاكوتي قد بنى ماتشو بيتشو، بيتًا عائليًا أو مأوى.
كان باتشاكوتي يرسل جواسيس إلى المناطق التي يريدها أن تكون ضمن إمبراطوريته، إذ يقدم تقارير عن تنظيم الإمبراطورية السياسي، وقدرتها العسكرية وثروتها. ثم يرسل رسائل إلى قادة هذه الأراضي يشيدون بفوائد الانضمام إلى إمبراطوريته، ويقدم لهم هدايا من السلع الفاخرة مثل الأقمشة عالية الجودة، ويعِدهم أنهم سيكونون أكثر ثراءً إذا خضعوا للإنكا. وافق معظمهم على حكم الإنكا بوصفه أمرًا واقعًا وقبلوه طواعيةً.
أُحضر أطفال الحكام إلى كوسكو لتعليمهم أنظمة إدارة الإنكا، ثم العودة لحكم أراضيهم الأصلية، وسمح بتعليم أطفال الحكام السابقين نبل الإنكا، وتزوجت بناتهم من أسر في أركان مختلفة من الإمبراطورية.
من تقاليدهم أن يقوم ابن الإنكا بقيادة الجيش. بدأ نجل باتشوكوتي توباك إنكا غزوات إلى الشمال سنة 1463 وواصلها بعد وفاة باتشوكوتي سنة 1471. وكانت غزوة مملكة شيمور من أهم غزواته، وهم المنافس الحقيقي الوحيد للإنكا على ساحل بيرو، وامتدت إمبراطورية توباك إنكا شمالًا إلى الإكوادور وكولومبيا الحالية.
أضاف هوينا كاباك نجل توباك إنكا مساحة كبيرة في الجنوب، في أوجها شملت تاهوانتنسويو بيرو وجنوب غرب الإكوادور وغرب وجنوب ووسط بوليفيا وشمال غرب الأرجنتين وشمال تشيلي وجزء صغير من جنوب غرب كولومبيا.
كانت تاهوانتنسويو خليطًا من اللغات والثقافات والشعوب. لم تكن مكونات الإمبراطورية كلها متجانسة، ولم تكن الثقافات المحلية متكاملة تمامًا. كانت أجزاء جاكابويا التي تم غزوها معادية علنًا تقريبًا للإنكا، ورفض نبلاء الإنكا عرضًا للجوء في مملكتهم بعد خلافهم مع الإسبان.
مثلًا استخدم كيمو المال في تجارتهم حين كان لإمبراطورية الإنكا كليًا اقتصاد قائم على التبادل والضرائب على العمل والسلع الفاخرة.
كانت الإنتاجية الاقتصادية قائمة على العمل الجماعي المنظم لإفادة المجتمع بأسره. اتُبع عمل سُمي بالعيني لمساعدة أفراد المجتمع المحتاجين، كشخص مريض مثلًا. يمثل مينكا أو العمل الجماعي خدمة المجتمع، وكانت مينتا هي الضريبة المدفوعة للإنكا في صورة عمل، إذ لم تستخدم الإنكا العملات النقدية، وكانت نشاطاتهم الاقتصادية تتم بالتبادل فيما بينهم وجرت تلك التبادلات في أسواق تسمى كاتوس.

## الاحتلال الإسباني ودولة الإنكا الحديثة
استكشف الكونكيستدور الإسبان الجنوب من بنما بقيادة فرانثيسكو بيثارو، ووصلوا إلى إقليم الإنكا بحلول عام 1526. كان من الواضح أنهم وصلوا إلى أرض ثرية مع احتمالات وجود كنز عظيم، وبعد رحلة استكشافية أخرى عام 1529، سافر بيزارو إلى إسبانيا وحصل على موافقة ملكية ليغزو المنطقة ويصبح الوالي عليها.
في ذلك الوقت عاد الإسبان إلى بيرو سنة 1532 حين كانت هناك حرب خلافة بين أبناء هواينا كاباك: واسكار وأتاوالبا، واضطرابات في الأراضي التي تم غزوها حديثًا، وقيل لإنهم ربما أخفوا مدينة أو ذهبًا في قبو. وأضعف انتشار الجدري انتشارًا واسعًا في أمريكا الوسطى الإمبراطورية إلى حد كبير.
لم يكن لدى بيزارو قوة هائلة، مع 170 رجلًا ومدفع واحد و27 حصانًا فقط، كان غالبًا يحتاج إلى التحدث عن طريقة للخروج من المواجهات المحتملة التي كان يمكن أن تمحو حزبه بسهولة. كانت مشاركتهم الأولى معركة بونا، بالقرب من غواياكيل الحالية، الإكوادور، ثم أسس بيزارو مدينة بيورا في يوليو 1532. أُرسل إرناندو دي سوتو إلى الداخل لاستكشاف المناطق الداخلية، وعاد بدعوة للقاء الإنكا أتاهوالبا، الذي هزم شقيقه في الحرب الأهلية وكان يستريح في كاخاماركا مع جيش مكون من ثمانين جندي.
التقى بيزارو بالإنكا بحضور بعض من الحاشية، وطلبوا منهم من خلال المترجمين بأن يعتنقوا المسيحية. تزعم أسطورة مُختلف عليها في نطاق واسع أن أتاهوالبا قد سُلم كتابًا مقدسًا وألقاه على الأرض، ويُعتقد أن الإسبان فسروا هذا الفعل أنه سبب كافٍ للحرب. مع أن بعض المؤرخين أشاروا إلى أن أتاهوالبا ببساطة لم يفهم فكرة الكتاب، ويرى البعض الآخر أنه كان فضوليًا حقًا في ذلك الموقف. على كل، هاجم الإسبان حاشية الإنكا وأسروا أتاهوالبا.
أسر بيزارو زعيم الإنكا لأخذ الذهب فديةً. عرض أتاهوالبا على الإسبان كمية من الذهب بمقدار ما يكفي لملء الغرفة التي سُجن فيها، وضعف هذه الكمية من الفضة. وعلى مدى أربعة أشهر، جُمع نحو 8 أطنان من الذهب. كان من المفترض أن يطلق بيزارو سراح زعيم الإنكا فور دفع الفدية، لكنه رفض الإفراج عنه بل شنقه تحت أنظار الشعب. اغتيل هوسكار عندما كان أتاهوالبا في السجن. أكد الإسبان أن هذا تم بناءً على أوامر أتاهوالبا، وكانت هذه إحدى التهم الموجهة ضد أتاهوالبا عندما قرروا قتله في أغسطس 1533.
قام الإسبان بأعطاء شقيقه مانكو إنكا يوبانكي منصبًا في السلطة لبعض الوقت إذ تعاون مع الإسبان، في حين قاتلوا لقمع المقاومة في الشمال. في هذه الأثناء، حاول شريك بيزاروس، دييغو دي ألماغرو، المطالبة بكوسكو لنفسه. وحاول مانكو استخدام هذا الانشقاق الإسباني لصالحه واستولى على كوسكو عام 1536، لكن الإسبان استعادوا المدينة.
تراجع مانكو إنكا إلى جبال فيلكابمبا وأسس دولة إنكا الحديثة، حيث حكم هو وخلفاؤه مدة 36 عامًا أخرى، كانوا في بعض الأحيان يهاجمون الإسبان أو يحرضون على الثورات ضدهم. سنة 1572 اكتُشفت آخر قلعة للإنكا، وأُلقي القبض على الحاكم توباك أمارو ابن مانكو وأُعدم، ما أدى إلى إنهاء إمبراطورية الإنكا.

## بعد الاحتلال الإسباني
بعد سقوط تاهوانتنسويو، قمع حكام الإسبان الجدد الشعب ومنعوهم من ممارسة تقاليدهم. دُمر العديد من جوانب ثقافة الإنكا بمنهجية، متضمنةً نظامها الزراعي المتطور. استخدم الإسبان نظام إنكاميتا (الخدمة العامة الإلزامية) للحصول على عمال للمناجم والمزارع، إذ يُجبر فرد من كل عائلة على العمل في مناجم الذهب والفضة، وعلى رأسها منجم الفضة في بوتوسي. وعندما يُتوفى أحد أفراد العائلة سيُطلب من العائلة إرسال بديل، عادةً كل عام أو عامين.
استخدمت الكنيسة الكاثوليكية اللغات الرئيسية للإمبراطورية الكتشواوية والأيمرية في منطقة الأنديز. في بعض الحالات تُعلم هذه اللغات للشعوب التي تتحدث في الأصل لغات أخرى للشعوب الأصلية، ولا تزال كيشوا وأيمارا أكثر اللغات الأصلية للأمريكتين انتشارًا حتى اليوم.
كانت أسطورة الإنكا مصدر إلهام لحركات المقاومة في المنطقة. وهذا يشمل التمرد الذي حصل ضد الاسبان عام 1780 بقيادة توباك أمارو الثاني، إضافةً إلى حركات العصابات المعاصرة لحركة توباك أمارو الثورية (مرتا) وحزب الدرب المضيء في بيرو وتوباماروس في الأوروغواي.